# Yikebike

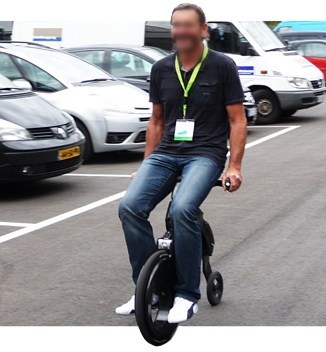
En man som "cyklar" YikeBike.

YikeBike är ett fordon som drivs med elektricitet och som beskrivits som en självgående cykel. Enligt den amerikanska tidskriften Time Magazine var uppfinningen en av de 50 bästa år 2008. Fordonet väger 9,8 kilo och kan vikas ihop så att det ryms i en ryggsäck. 